# Indigofera astragalina
Espèce
Synonymes
- Indigofera hirsuta sensu auct.[2]

Indigofera astragalina est une espèce de plantes à fleurs de la famille des Fabaceae et du genre Indigofera.